# Ільїно (Дмитровський міський округ)
Ільїно́ (рос. Ильино) — село у складі Дмитровського міського округу Московської області, Росія.

## Населення
Населення — 47 осіб (2010; 38 у 2002).
Національний склад (станом на 2002 рік):
- росіяни — 66 %